# Ryota Aoki (fodboldspiller, født 1996)
 For alternative betydninger, se Ryota Aoki. (Se også artikler, som begynder med Ryota Aoki)
Ryota Aoki (født 6. marts 1996) er en japansk fodboldspiller, som spiller for den japanske fodboldklub Nagoya Grampus.